# Церква ікони Божої Матері «Одигітрія» (Карпово-Обривський)
Церква ікони Божої Матері «Одигітрія»  (рос. Церковь иконы Божией Матери «Одигитрия») — колишній православний храм на хуторі Карпово-Обривський Області Війська Донського (зараз у Тацинському районі Ростовської області Росії).

## Історія
У 1853 році місцевий пан Олександр Іванович Карпов і його дружина Катерина Яківна на особисті кошти збудували, у ті часи — в слободі, церкву в ім'я Божої Матері Одигітрії. Храм був виконаний з пиляного вапняку, простий за архітектурою, гладкостінний, з дерев'яним куполом. Коли місцевий священик попросив допомогти розширити храм, то через двадцять років після закінчення його будівництва в ньому з'явилися два приділи з арковими входами, а також невисока триярусна дзвіниця. Ще через п'ятнадцять років у слободі відкрили церковно-парафіяльну школу, а потім — ще одну. Коли в революцію 1905-1907 років у Російській імперії селяни виступали проти поміщиків, у Карпово-Обривській слободі було спокійно.
Храм пережив Жовтневий переворот і громадянську війну, але в 1930-х роках служби в ньому припинилися. Поновилися в роки німецько-радянської війни і тривали короткий час після її закінчення. Потім місцеве начальство розпорядилося зняти куполи, і разом із внутрішнім оздобленням відвезти в слободу Скосирську (нині станиця Скосирська) — тодішній районний центр. Будівля церкви відійшла до місцевого колгоспу — спочатку там зберігали насіння, потім — мінеральні добрива. З часом церква була закинута, місцеві жителі познімали все цінне, і вона прийшла в запустіння, перебуваючи тривалий час у руїнах.
У 2010-х роках почалося відродження храму — в ньому прибрали, у вівтарній частині і приділах розмістили ікони. Однак відродження храму відкладається, оскільки в районному центрі — станиці Тацинській — звели нову церкву, освятивши її в ім'я Різдва Пресвятої Богородиці. До цього в Тацинському районі понад півстоліття не було жодної церкви, крім зруйнованої карпово-обривської.